# Uroplata lantanae
Uroplata lantanae es una especie de insecto coleóptero de la familia Chrysomelidae.
Fue descrita científicamente en 1981 por Buzzi & Winder.